# Saint-Martin-Valmeroux

Saint-Martin-Valmeroux este o comună în departamentul Cantal, Franța. În 1 ianuarie 2022 avea o populație de 713 de locuitori.